# Dioclea sclerocarpa
Dioclea sclerocarpa är en ärtväxtart som beskrevs av Adolpho Ducke. Dioclea sclerocarpa ingår i släktet Dioclea och familjen ärtväxter. Inga underarter finns listade i Catalogue of Life.